# Caranx bucculentus
Caranx bucculentus és un peix teleosti de la família dels caràngids i de l'ordre dels perciformes.

## Morfologia
Pot arribar als 66 cm de llargària total.

## Distribució geogràfica
Es troba a les costes del sud-oest del Pacífic: des de la Mar d'Arafura i la Mar de Timor fins a la costa est d'Austràlia.